# 라이프캠
라이프캠(LifeCam)은 마이크로소프트에서 제조한 웹캠이다. 내장 마이크와 윈도 라이브 메신저 통합, 직접 인터넷 지원 내장을 지원한다.

## 모델

### NX-3000
- 1.3 메가픽셀 정지 사진
- 팬, 틸트 및 줌
- 노트북 지원
- 내장 마이크

### NX-6000
- 고선명 2.0 메가픽섹 동영상
- 고선명 7.6 메가픽셀 정지 사진 (보간)
- 내장 마이크
- 광각 렌즈
- 3X 디지털 줌
- 팬, 틸트 및 줌
- 노트북 PC를 위해 특별히 제작

이 특정 단위에 대한 알려진 문제가 있다. 여러 노트북에는 노트북 디스플레이의 상단에 배치한 무선 안테나가 있다. 이와 같은 노트북 디스플레이에 마이크를 장착하면 마이크와 간섭을 일으킬 수 있다.

### VX-1000

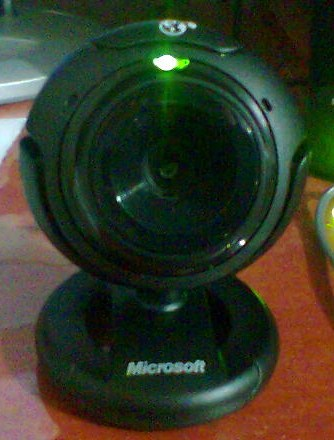
라이프캠 VX-1000

- 640 x 480 픽셀 비디오 및 정지 사진
- 범용 부착 베이스
- 내장 마이크
- 수동 초점 조정

### VX-3000

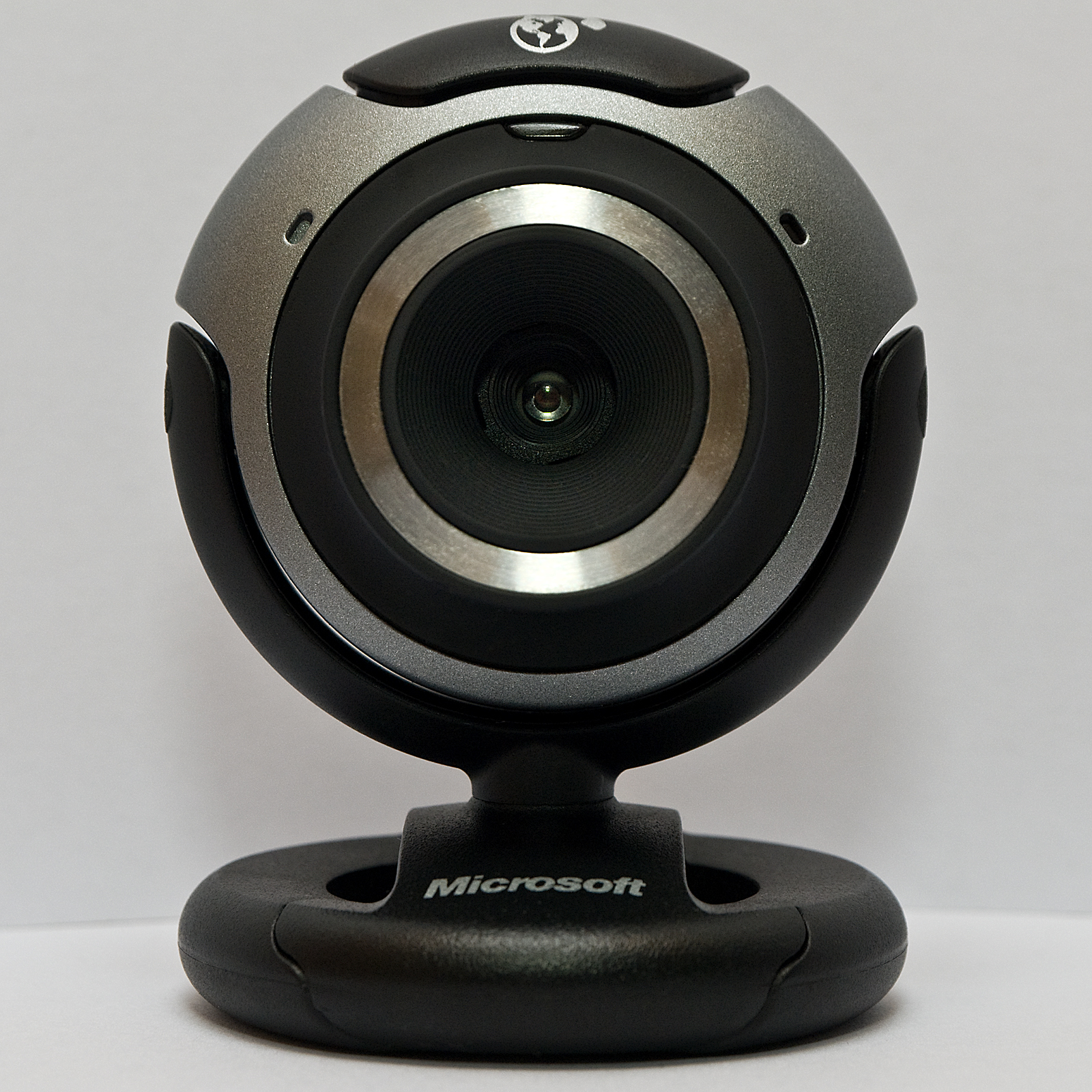
라이프캠 VX-3000

- VGA 비디오
- HD (1.3 메가픽셀) 정지
- 자동 얼굴 추적 소프트웨어
- 범용 부착 베이스
- 팬, 틸트 및 줌
- 내장 마이크

### VX-6000
- HD 비디오
- 5.0 메가픽셀 정지 (보간)
- 광각 렌즈
- 자동 얼굴 추적 소프트웨어
- 범용 부착 베이스
- 팬, 틸트 및 줌
- 내장 마이크

### VX-7000
- 2.0 메가픽셀 정지

### 쇼
- 2.0 메가픽셀 센서
- 8.0 메가픽셀 정지 그림 (보간)
- 21-60" 필드 포커스 깊이 (고정 포커스)
- 71-각도 광각 렌즈
- 많은 구성품 제공: 자석 디스크, 클립, 본체—데스크톱 및 노트북 컴퓨터 모두 사용할 수 있다.

### HD-5000

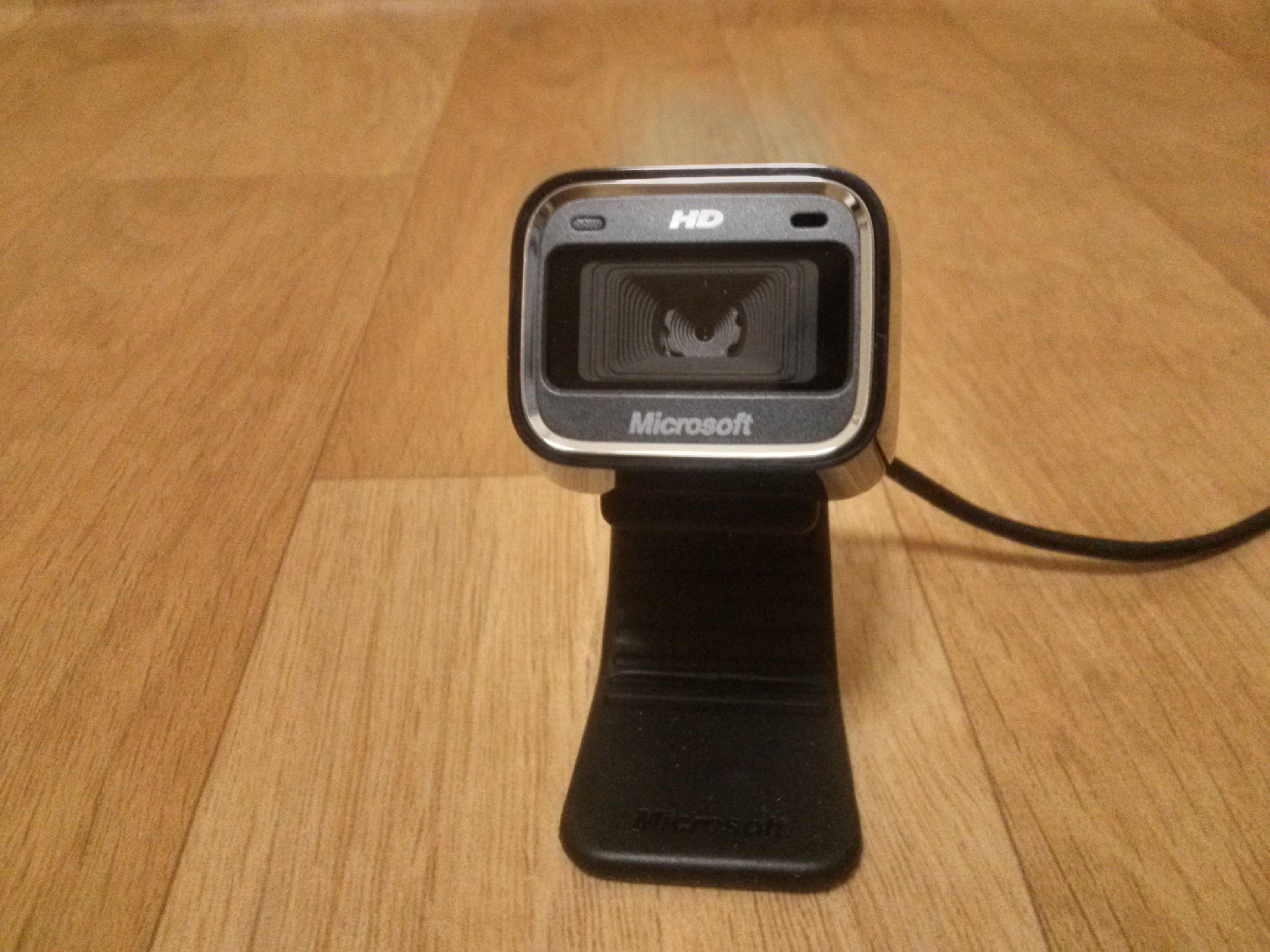
라이프캠 HD-5000

- 720p 16:9 센서
- 자동 포커스
- 내장 마이크

### 시네마

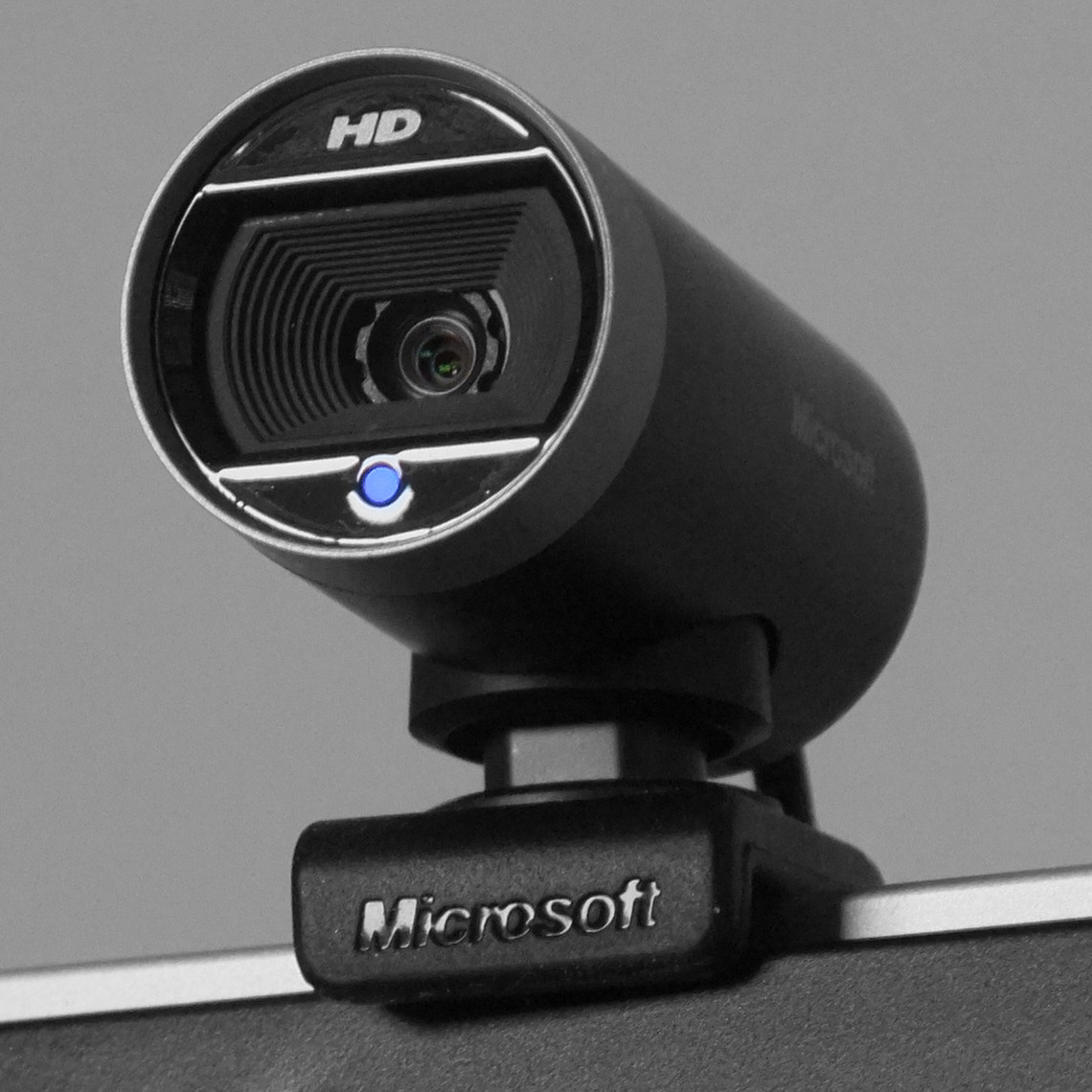
라이프캠 시네마

- 720p 16:9 1/4" 옴니비전 OV9712 센서[1]
- 자동 포커스
- 내장 마이크
- 73,5-각도 광각 유리 렌즈[2]
- 4"-∞ 필드 깊이 (자동 포커스)
- 5.0 메가픽셀 정지 그림 (보간)

### 스튜디오
- 1080p 16:9 센서[3]
- 8.0 메가픽셀 정지 그림 (보간)
- 자동 포커스
- 내장 마이크
- 삼각대 고정대

## 참고
1. ↑  OmniVision Brings True 720p HD Video to Microsoft's New Flagship Webcam 보관됨 2012-07-26 - 웨이백 머신, Press Release from 5. October 2009
2. ↑  Technical Data Sheet for Microsoft LifeCam Cinema
3. ↑  Presentation of the Microsoft LifeCam Studio

### 수상
- 트러스티드 리뷰 리코멘디드 어워드
- 레드닷 디자인 어워드